# På solsidan (film, 1919)
På solsidan (originaltitel: Sunnyside) är en amerikansk stumfilm i slapstickformat från 1919, regisserad och skriven av Charlie Chaplin med Chaplin, Edna Purviance och Tom Terriss i huvudrollerna. Filmen, som producerades av First National Pictures, fick dåliga recensioner och anses vara den första filmen av Chaplin som inte mottogs väl av publiken.

## Handling
Chaplin gestaltar karaktären luffaren, för närvarande anställd som allt-i-allo på ett hotell i byn Sunnyside på landsbygden. Varje morgon väcks Charlie av sin chef, som med skobeklädd fot sparkar honom i stussen. Till Charlies uppgifter hör, att ställa i ordning frukost för hotellchefen, städa hotellet och fösa boskap. Den mödosamma arbetsbördan uppvägs av att Charlie har en trolovad (Edna Purviance), och han ger henne en ring.
Filmen innehåller två drömsekvenser. I den första jagar Charlie bortsprungna kor och faller nedför en bro. Liggande på marken drömmer han, att nymfer dansar omkring honom och att han börjar dansa och flörta med dem. Emellertid blir leken allvarsam när han faller över en kaktus, symboliserande den krassa verkligheten. Sömnen bryts av att Charlie dras upp från diket i håret av sin chef och några byfånar.
Till byn kommer en man från staden (Tom Terriss) och uppvaktar Charlies käresta. Härvid utspelas den andra drömsekvensen. För att vinna henne tillbaka, försöker Charlie klä sig på samma sätt som stadsbon; över sina slitna skor drar han tjocka yllesockar som ska efterlikna mannens damasker, liksom mannen sätter han en näsduk innanför skjortmanschetten och han installerar ett värmeljus i sin spatserkäpp, eftersom mannen har en cigarettändare inbyggd i sin. I kostymen beger han sig till Edna, men försöken får dock Charlie att verka patetisk. När han stoppar ned näsduken i ärmen faller skjortans manschett ned på golvet. Edna ger ringen tillbaka och Charlie måste lämna hennes hem. Utomhus ställer han sig framför en ankommande bil, men innan kollisionen väcks han ur drömmen av sin chef på hotellet, just som stadsbon ska checka ut. Lycklig av att ha Edna tillbaka, omfamnar han henne medan mannen reser från byn.

## Om filmen
På solsidan är tillsammans med Chaplin som gentlemannachaufför (A Day's Pleasure) en av två filmer Chaplin gjorde under äktenskapet med Mildred Harris. Han arbetade med båda filmern a från dess att han träffat Harris fram till dess att paret separerade. Det ostadiga äktenskapet och en utebliven graviditet hade, enligt Chaplin, otvivelaktigt negativ inverkan på hans arbete. Därtill befann han sig i ekonomisk olägenhet, då han var i färd med att betala för sin nya filmstudio, som färdigställts i början av 1918. När skådespelaren Elsie Codd besökte Chaplin under inspelningen av filmen, gav han uttryck för att senare vilja skriva ett filmmanus om ett djupt, psykologiskt problem. Codd rapporterade, att hon aldrig sett en man så "intensivt vid liv".
Inspelningarna ägde rum på Charles Chaplin Studios på 1416 N. La Brea Avenue i Hollywood och på fyra andra platser i Los Angeles mellan november 1918 och april 1919. Att filmerna gjordes under tidspress anses försvagat deras narrativ; beträffande På solsidan har framhållits, att berättelsen hålls ihop av endast två drömsekvenser.
Filmen är präglad av ironi och cynism. Chaplin kritiserar det kyrkliga samhället för dess hyckleri, girighet, ytlighet och omänsklighet. Medan hotellchefen får sova och byns invånare går i kyrkan, tvingas hotellets allt-i-allo arbeta och utföra alla plikter ensam. Liksom Sherwood Andersons roman Winesburg, Ohio och Sinclair Lewis' novell Main Street, vilka utkom samma år respektive året innan På solsidan, kritiserar filmen småstadshyckleriet. Detta gestaltas bland annat av, att Charlies religiöse men brutale chef har bibeluttrycket "Älska din nästa" inramad ovanför sängen, dock utan att efterleva dygden. Andra stereotyper för kyrkosamhället är en hästläkare som kräver dyr betalning av sina mänskliga patienter, en Tom Sawyer-liknande och konstant, idiotiskt leende man samt en korpulent dumskalle. Tidvis är kritiken ovanligt hård för att vara en av Chaplins tidiga filmer.
Efter att Edna Purviance började spela i Chaplins filmer, hade romanser blivit ett kontinuerligt förekommande inslag. Emellertid är romansen i På solsidan, introducerad med undertexten "Och nu, romansen", så cynisk, att den kan uppfattas självbiografisk och är klart olik kärlekshistorierna i Chaplin som banktjänsteman (The Bank) och Vagabonden (The Vagabond). Scenen där Chaplin försöker imitera de gentlemannamanér som Ednas uppvaktare från staden för sig med, bär likheter med hur Chaplin i Vagabonden tecknar ett eget porträtt av Edna efter att en konstnär avporträtterat henne. I den följande filmen, Chaplin som gentlemannachaufför, förekommer ingen riktig kärlekshistoria över huvud taget, fastän Chaplin där kreerar rollen som äkta man.
Sekvensen där han dansar balett med skogsnymfer saknar tydlig koppling till handlingen och var enligt Lita Greys memoarer en hyllning till koreografen Wacław Niżyńskis balett En fauns eftermiddag. Chaplin hade stiftat bekantskap med Niżyński en tid före filmprojektet.

## Mottagande och eftermäle
På solsidan fick dåligt mottagande av kritikerna och belastades av negativt eftermäle lång tid framöver; bland annat skrev en kritiker, att På solsidan "var allt annat än solig". Desslikes menades Chaplin som gentlemannachaufför också vara komiskt bristfällig och inte i paritet med Chaplins humoristiska standard. På solsidan attraherade begränsad publik och blev ett kommersiellt misslyckande. Sålunda blev På solsidan Chaplins första film som inte vann sin publiks gunst.
I sin självbiografi summerade Chaplin produktionen som "att dra ut en tand" och vid publiceringen av memoarboken My Life in Pictures 1974 sade han sig avsky filmen helt. Efter På solsidan kände han sig förvirrad och drabbad av idétorka. Kort därpå såg han ett dansnummer med en ung pojke på Orpheum Theatre i Los Angeles, varvid han inspirerades till att göra filmen Chaplins pojke (The Kid).
1973 utgavs originalfilmen igen med ny musik komponerad av Chaplin. På solsidan hade svensk premiär den 12 april 1920 på biograferna Regina och Stora Teatern i Stockholm.

## Roller i urval
- Charlie Chaplin – allt-i-allo

- Edna Purviance – Charlies trolovade

- Tom Terriss – mannen från staden

- Henry Bergman – Ednas far

- Albert Austin – byfåne

- J. Parks Jones – en korpulent pojke

- Loyal Underwood – den korpulente pojkens far

- Willie Mae Carson – nymf

- Olive Burton – nymf

- Olive Ann Alcorn – nymf

- Helen Kohn – nymf

## Bilder

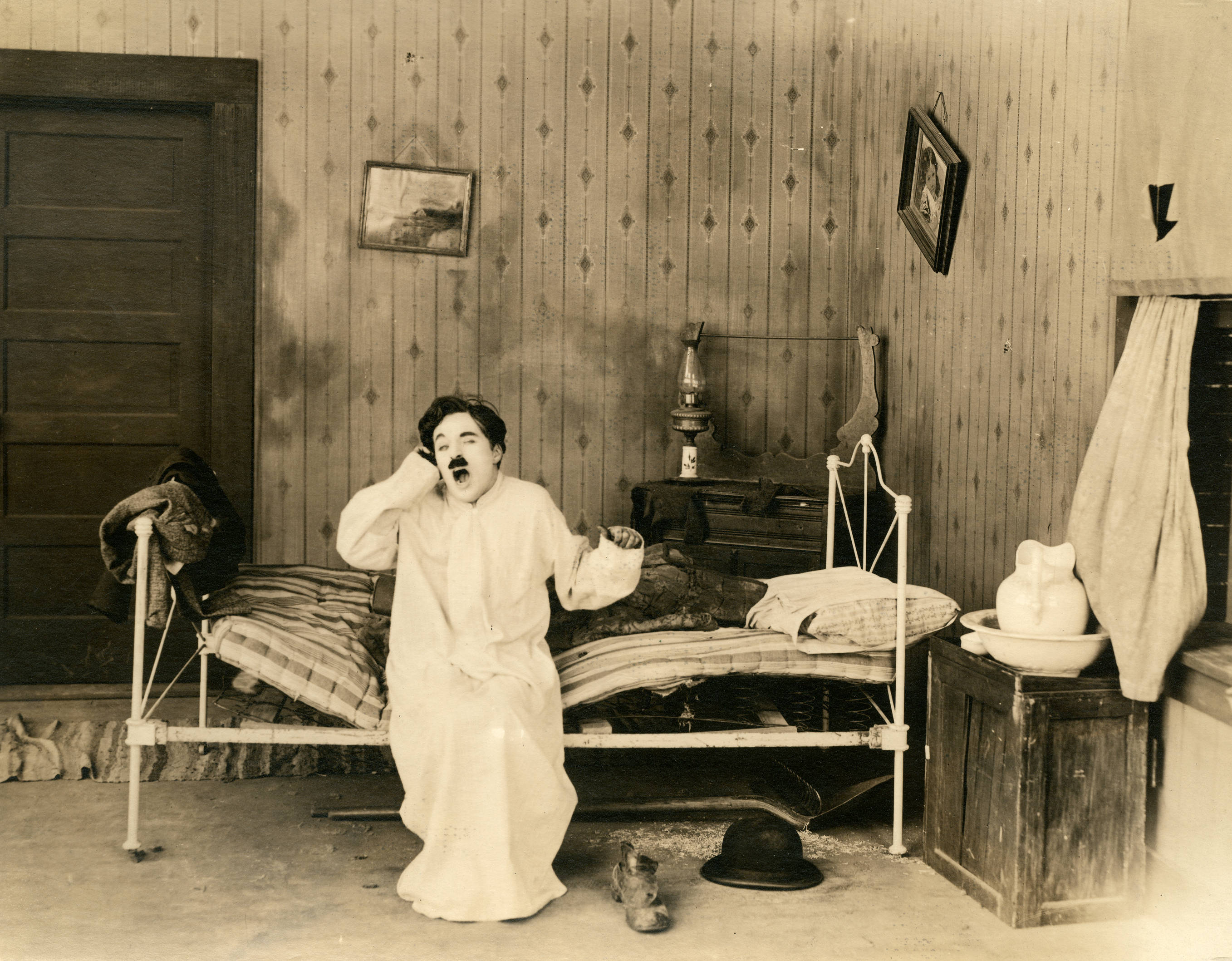
Chaplins första scen.
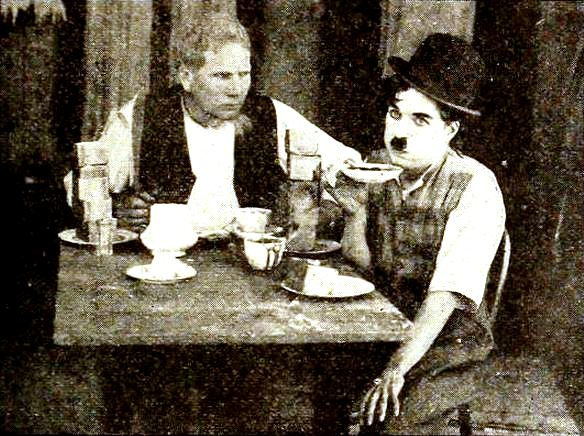
Chaplin och Henry Bergman.
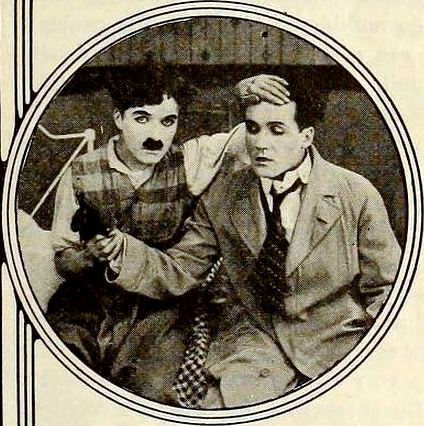
Chaplin och Tom Terriss.
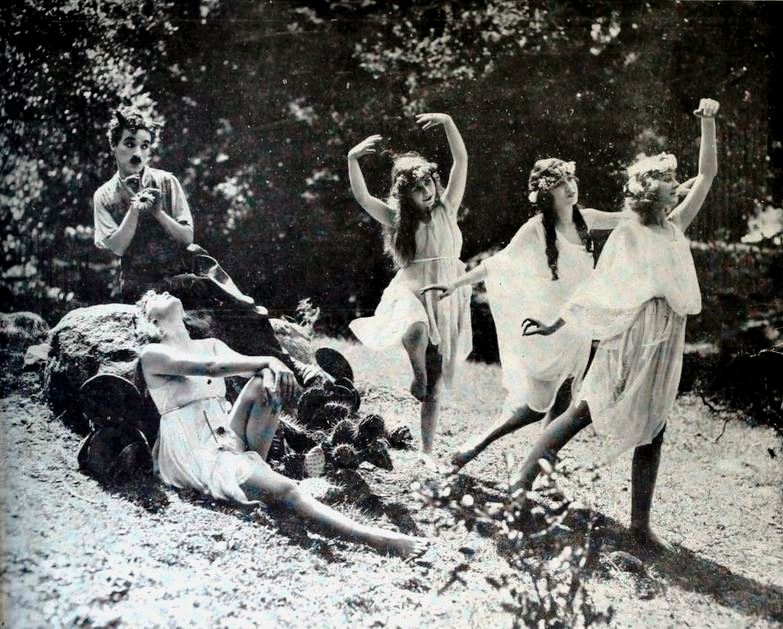
Charlie och nymferna.
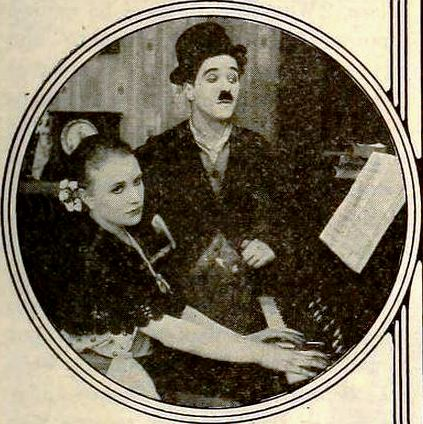
Chaplin och Edna Purviance.